# La Sagne
La Sagne ist eine Ortschaft und eine politische Gemeinde des Kantons Neuenburg in der Schweiz.

## Geographie
La Sagne liegt auf 1039 m ü. M., 6 km südsüdwestlich der Bezirkshauptstadt La Chaux-de-Fonds (Luftlinie). Das rund 2,5 km lange Strassenzeilendorf erstreckt sich im Nordosten des Hochtals Vallée des Ponts im Neuenburger Jura, westlich der Höhen von Tête de Ran und Mont Racine.
Die Fläche des 25,6 km² grossen Gemeindegebiets umfasst den gesamten nordöstlichen Abschnitt des Vallée des Ponts, das im oberen Teil einen rund 500 m, im unteren Teil einen über 1 km breiten flachen Talboden aufweist. Das Tal wird vom Grand Bied entwässert. Die östliche Grenze folgt weitgehend dem Waldrand oberhalb der Côtes de Marmoud auf der Antiklinale des Mont Racine. Nach Westen erstreckt sich der Gemeindeboden über die Höhe des Mont Sagne (1263 m ü. M.) in das Einzugsgebiet der zum Doubs fliessenden Rançonnière. Auch der Talkessel Entre deux Monts Dessus oberhalb von Le Locle gehört zu La Sagne. Der höchste Punkt der Gemeinde befindet sich mit 1331 m ü. M. im äussersten Westen am Grand Som Martel. Auf den Jurahöhen, besonders auf dem Communal de La Sagne, dehnen sich weite Hochweiden mit den typischen mächtigen Fichten aus, die entweder einzeln oder in Gruppen stehen. Von der Gemeindefläche entfielen 1997 3 % auf Siedlungen, 37 % auf Wald und Gehölze und 60 % auf Landwirtschaft.
La Sagne besteht aus den Ortsteilen Les Coeudres (1012 m ü. M.), Le Crêt (1032 m ü. M.), Miéville (1037 m ü. M.), La Sagne-Église (1039 m ü. M.) und La Corbatière (1080 m ü. M.), die alle auf der Westseite des Hochtals entlang der Strasse von Les Ponts-de-Martel nach La Chaux-de-Fonds liegen. Zentraler Ort ist Le Crêt. Auf der Ostseite des Vallée des Ponts unterhalb der Côtes de Marmoud befindet sich der Weiler Marmoud (1026 m ü. M.). Weit verstreut auf den Jurahöhen liegen zahlreiche Einzelhöfe. Die Nachbargemeinden von La Sagne sind La Chaux-de-Fonds, Le Locle, Les Ponts-de-Martel, Brot-Plamboz, Rochefort und Val-de-Ruz.

Historisches Luftbild von Werner Friedli von 1949

## Bevölkerung
| Bevölkerungsentwicklung | Bevölkerungsentwicklung |
| Jahr                    | Einwohner               |
| ----------------------- | ----------------------- |
| 1850                    | 1800                    |
| 1860                    | 1989                    |
| 1900                    | 1565                    |
| 1950                    | 1057                    |
| 1960                    | 1061                    |
| 1970                    | 984                     |
| 1980                    | 929                     |
| 1990                    | 902                     |
| 2000                    | 997                     |
| 2023                    | 1068                    |

Mit 1068 Einwohnern (Stand 31. Dezember 2023) gehört La Sagne zu den kleineren Gemeinden des Kantons Neuenburg. Von den Bewohnern sind 94,9 % französischsprachig, 2,9 % deutschsprachig und 0,8 % italienischsprachig (Stand 2000). Nach einem Höchststand um 1860 mit ungefähr 2000 Einwohnern wurde bis 1950 durch starke Abwanderung ein markanter Rückgang der Einwohnerzahl um rund 50 % verzeichnet. Seither wurden verschiedene Schwankungen beobachtet, die Bevölkerungszahl pendelt im Bereich der Tausender-Grenze.

## Politik
Die Stimmenanteile der Parteien anlässlich der Nationalratswahl 2023 betrugen: SVP 31,3 % (+10,6 %), FDP 26,4 % (−2,6 %), GPS 11,7 % (−3,5 %), PdA 11,4 % (−5,3 %), SP 9,1 % (+1,4 %), EDU 4,3 % (+4,3 %), glp 3,1 % (−4,5 %), Mitte 2,0 % (−1,2 %).

## Wirtschaft
La Sagne ist noch heute ein durch die Landwirtschaft geprägtes Dorf, wobei Pferdezucht und Milchwirtschaft überwiegen. Ausserhalb des primären Sektors gibt es Arbeitsplätze in einer Möbelfabrik, in Betrieben der Uhrenherstellung sowie im lokalen Kleingewerbe. Zahlreiche Erwerbstätige sind auch Wegpendler und arbeiten in La Chaux-de-Fonds, Le Locle oder in Neuenburg.
Früher war Torf gestochen worden.

## Verkehr
Die Gemeinde liegt abseits der grösseren Durchgangsstrassen an der Kantonsstrasse von La Chaux-de-Fonds nach Les Ponts-de-Martel. Durch die meterspurige Bahnstrecke der ehemaligen Ponts–Sagne–Chaux-de-Fonds-Bahn (PSC), die seit 1999 von den Transports Publics Neuchâtelois (TransN) betrieben wird, ist La Sagne an das Netz des öffentlichen Verkehrs angeschlossen. An der am 26. Juli 1889 eröffneten Bahnstrecke bestehen weitere Haltestellen in La Corbatière, La Sagne-Église, Le Crêt und Les Coeudres.

## Geschichte

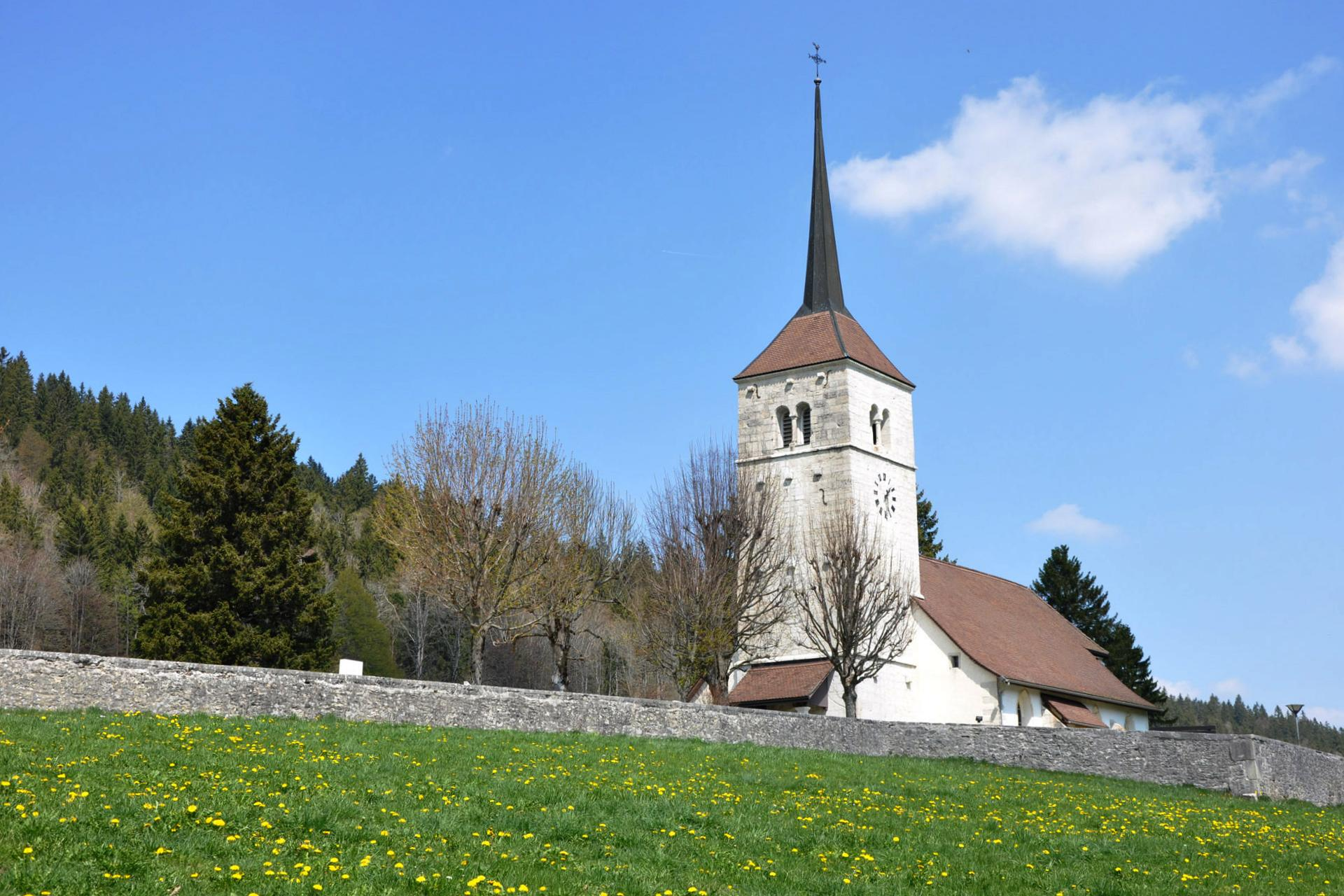
Kirche von La Sagne

Die erste schriftliche Erwähnung des Ortes stammt aus dem frühen 14. Jahrhundert. Das teils moorige Land wurde von Siedlern aus dem Kanton Waadt und dem Val-de-Ruz urbar gemacht, weil die Herren von Valangin weitgehende Steuerfreiheit zusicherten. Der Name Sagne geht auf das lateinische Wort sagna (Riedgras) zurück. Es unterlag der Gerichtsbarkeit von Valangin, das 1592 ganz an Neuenburg kam. Ab 1648 war Neuenburg Fürstentum, und nach dem Tod der Neuenburger Landesfürstin Marie de Nemours aus dem französischen Haus Orléans-Longueville bewarben sich der preussische König und französische Fürsten um ihre Nachfolge. Die Neuenburger Stände wählten ihren Landesherrn selbst. Der König von Preussen war ihre Wahl, weil er protestantisch und bereit war, die Freiheitsrechte weiter anzuerkennen. Der Stadt und Republik Bern war es recht, wenn die Macht Frankreichs eingedämmt wurde.
1679 soll der Überlieferung zufolge der 15-jährige Schlosserlehrling Daniel JeanRichard (1664–1741) in La Sagne ohne äussere Anleitung die Mechanik einer kaputten Uhr aus London durchschaut haben, um sie wieder in Betrieb zu setzten. Er zog in das nahe Le Locle und schuf die Grundlagen der Uhrenindustrie. Um 1750 lebten die beiden Anabaptisten Christ und Samuel Ummel in La Sagne. Die Anabaptisten waren verstreute Pächter mehrerer Bauernhöfe im Jura, sie durften ausschliesslich auf über 1000 m Höhe Landwirtschaft betreiben, viele wurden zum Auswandern gezwungen. Auch der Täufer Abram Ramseyer arbeitete viel. Er besass laut dem amtlichen Register 1806 drei Pferde, zwei Stiere, 48 Kühe, vier zur Zucht behaltene Kälber, drei Schafe und fünf Schweine. Sein 1787 geborener Sohn Michel holte zahlreiche Arbeiter ins Dorf, diese waren fast ausschliesslich Deutschschweizer und hiessen Amstutz, Rüfenacht, Bärtschy, Zurbuchen, Winteregg oder Sigrist. Ein gewisser Jean Ramseyer (1788–1870) war (Tier-)Arzt in La Sagne.
1806 wurde das Gebiet im Vertrag von Schönbrunn gegen Hannover ausgetauscht, doch an Napoleon I. abgetreten und kam 1815 im Zuge des Wiener Kongresses an die Schweizerische Eidgenossenschaft, wobei die Könige von Preussen bis zum Neuenburgerhandel 1857 formell auch Fürsten von Neuenburg blieben. 1848 hatten Republikaner die Regierung in Neuenburg abgesetzt und eine neue Verfassung ausgearbeitet. La Sagne stimmte mit mehr als 90 % der Stimmen gegen die neue, in der Mehrheit angenommene Verfassung. Nach internationaler Sicht hatte der König weiterhin einen Anspruch auf Neuenburg, verpflichtete sich 1852 aber, keine Gewalt anzuwenden. Am 3. September 1856 putschten die Neuenburger Monarchisten von La Sagne aus. Sie nahmen das Regierungsschloss in Neuenburg ein. Nach einem Tag kapitulierten sie jedoch. Die angekündigten Mobilmachungen Preussens und der Eidgenossenschaft mündeten in den Neuenburgerhandel.
Ein Teil der Täufer wurden Amische und gründeten die Gemeinde Les Bressels. Dies war ein gleichnamiger Bauernhof mit Schule. Eine zweite amische Gemeinde befand sich im relativ nahen La Ferrière im Berner Jura. Jakob Müller leitete Les Bressels ab 1867. Für das Jahr 1888 weist das erste Mennonitische Jahrbuch 14 getaufte Männer und 17 getaufte Frauen sowie 46 ungetaufte Kinder und Jugendliche in Les Bressels und den verbundenen Neuenburger Bauernhöfen aus (insbesondere im Dorf Brot-Dessus). Mindestens 20 Familien von Les Bressels wanderten in die USA aus. Der Gemeinde gehörten 1913 etwa 15 Familien an. 1924 fusionierte sie mit der Église Évangélique Mennonite Les Bulles bei La Chaux-de-Fonds. 1909 wurden vier Personen ausgeschlossen, nachdem kurz zuvor bereits drei Personen ausgeschlossen worden waren, davon in einem Fall wegen eines unehelich geborenen Kindes. Da die Gemeinde streng deutschsprachig war, verstand die jüngste Generation, die nur noch Französisch sprach, die Lehren ihrer Prediger nicht mehr. Die amische Gemeinde löste sich auf, nur neun Mitglieder schlossen sich 1924 Les Bulles an.
Ausser Landwirtschaft gab es kaum Erwerbsmöglichkeiten und so zog auch César Aubert fort. 1891 wurde er erster sozialistischer Bürgermeister von Sainte-Croix. Eugénie Peter-Contesse (1889–1974) war Lehrerin in La Sagne und wurde Missionarin auf den Loyalitätsinseln. 1951 kehrte sie in die Schweiz zurück und stiftete dem Ortsmuseum ethnografische Objekte aus Lifou und Ouvéa.

## Sehenswürdigkeiten
Bereits 1350 wurde die erste Kapelle in La Sagne errichtet. Der heutige Bau der gotischen Kirche datiert auf die Zeit kurz nach 1500. In Le Crêt befinden sich das Gemeindehaus (Hôtel de commune) und das bemerkenswerte vierstöckige Maison de la Croix Blanche von 1782. In La Sagne sind zahlreiche Bauernhäuser aus dem 17. bis 19. Jahrhundert im Typ des Freiberger Jurahauses erhalten.

## Bilder

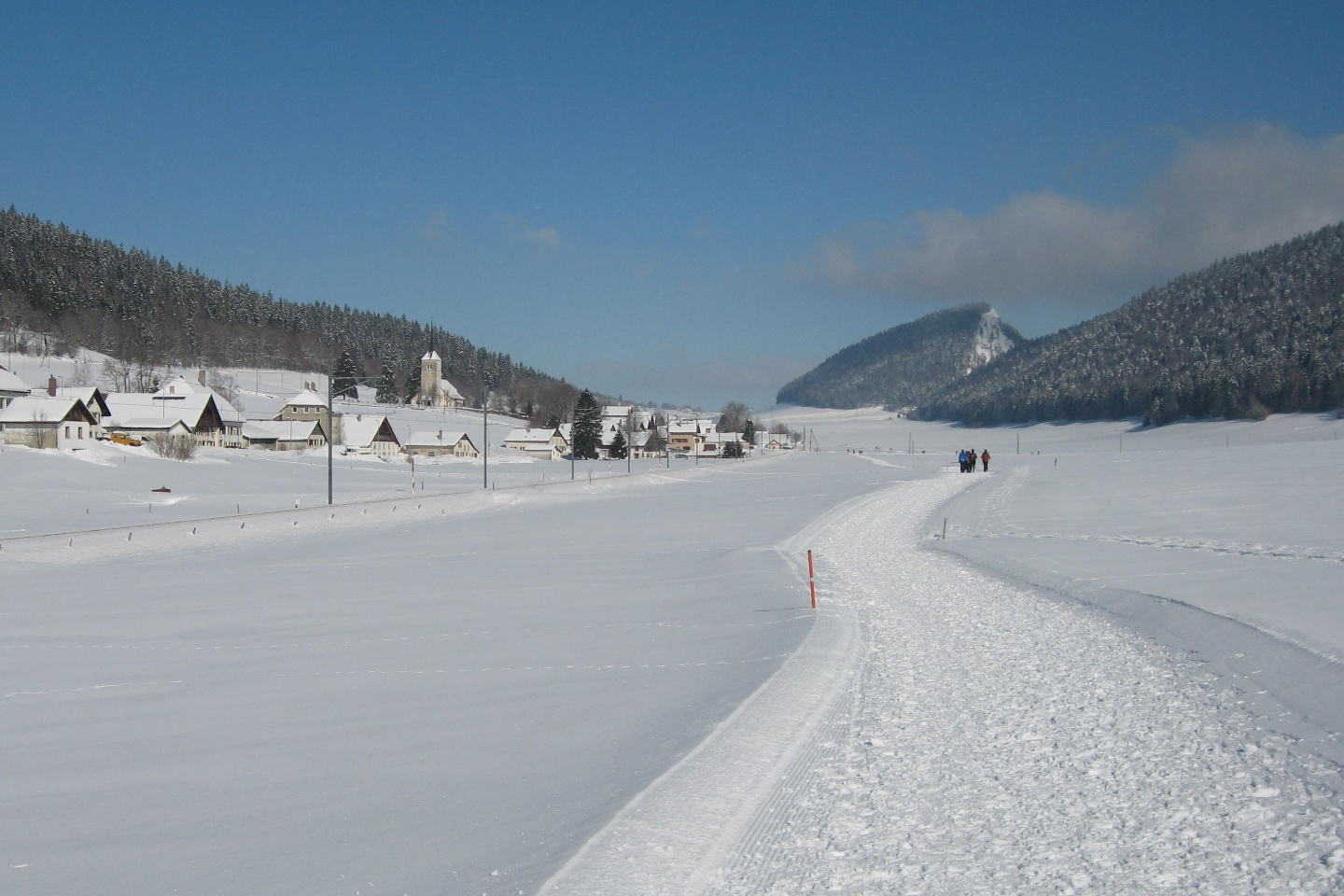
La Sagne-Église im Winter
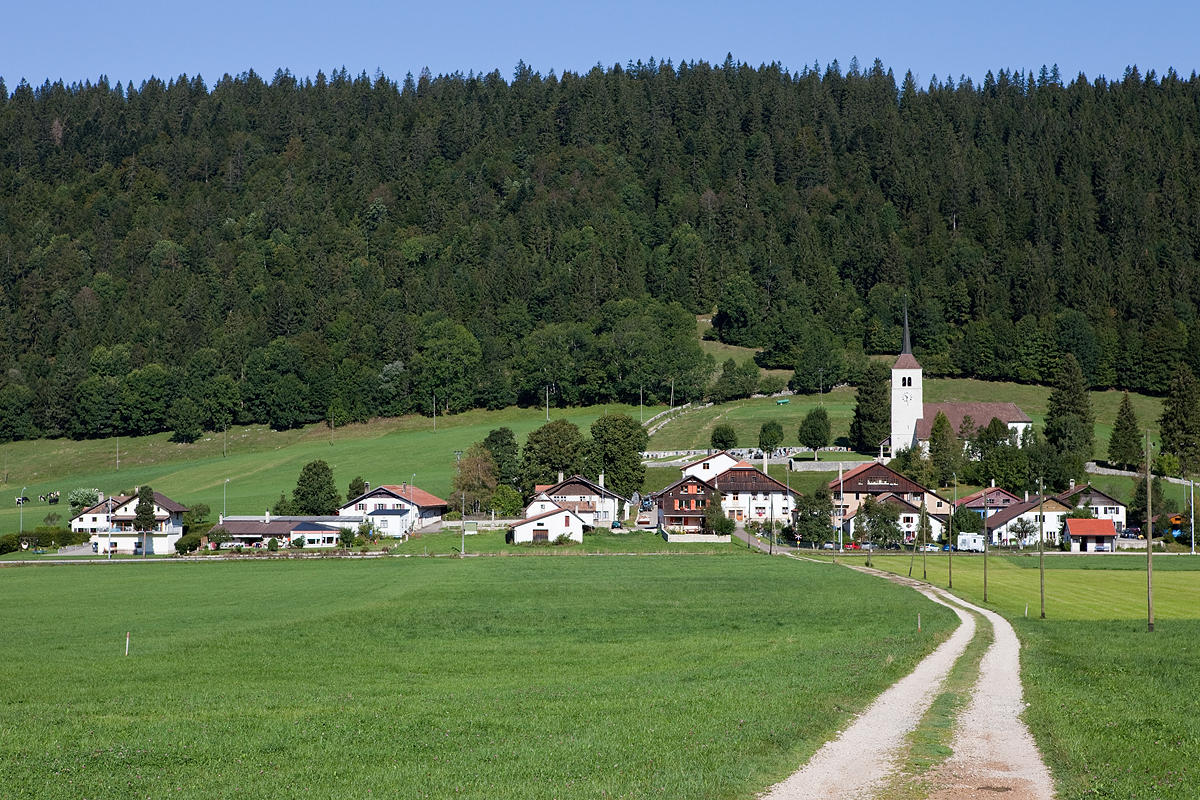
La Sagne-Église im Sommer
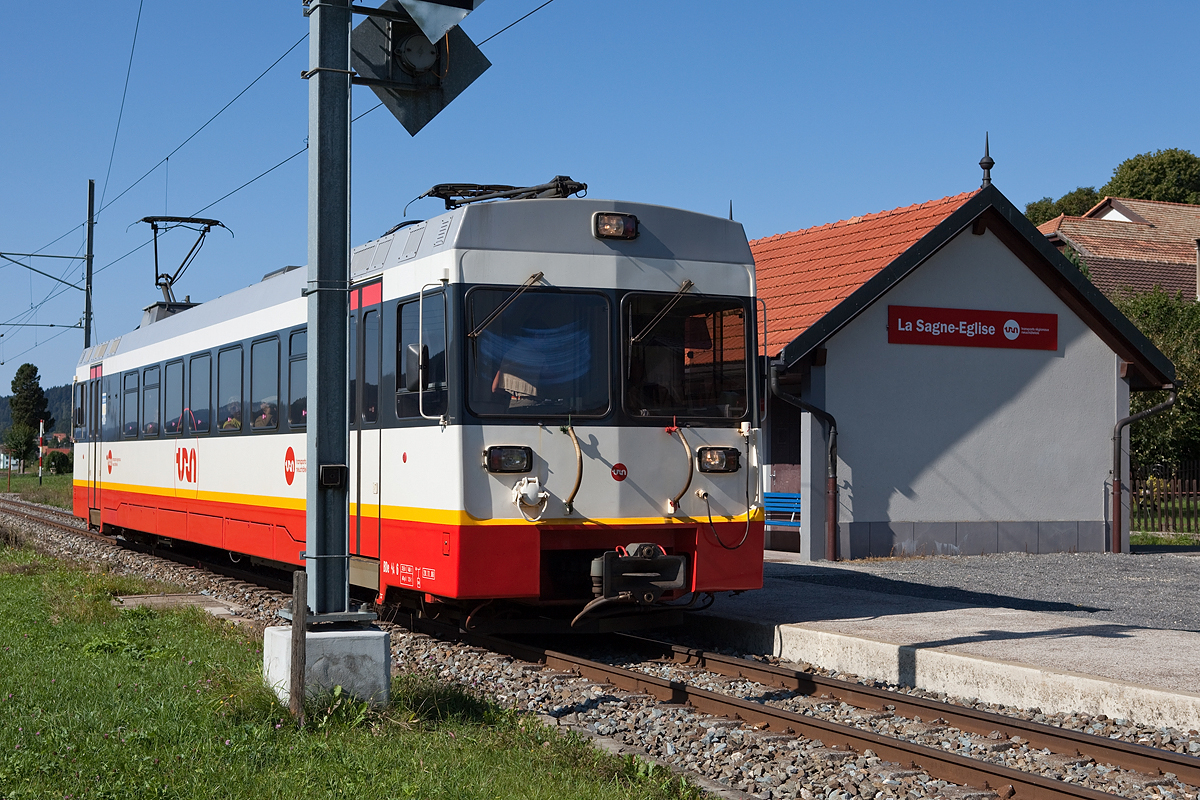
Bahnhof La Sagne-Église
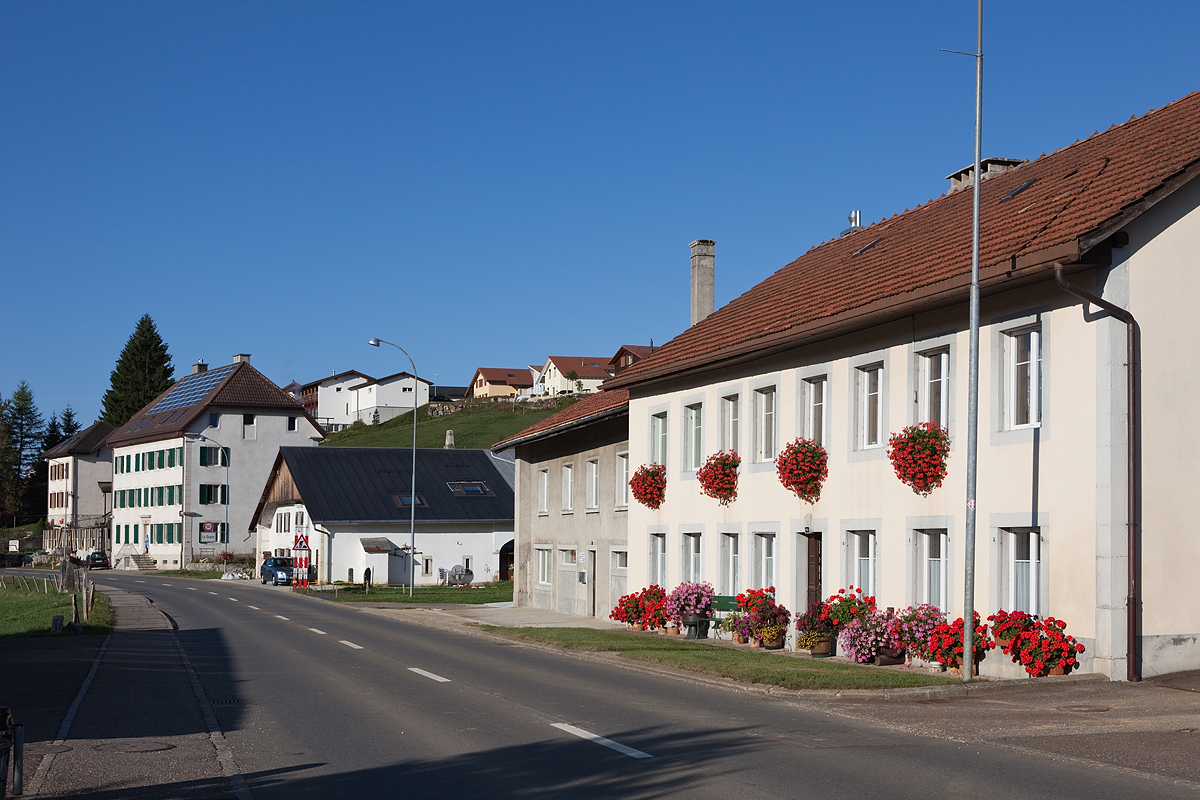
La Sagne-Miéville
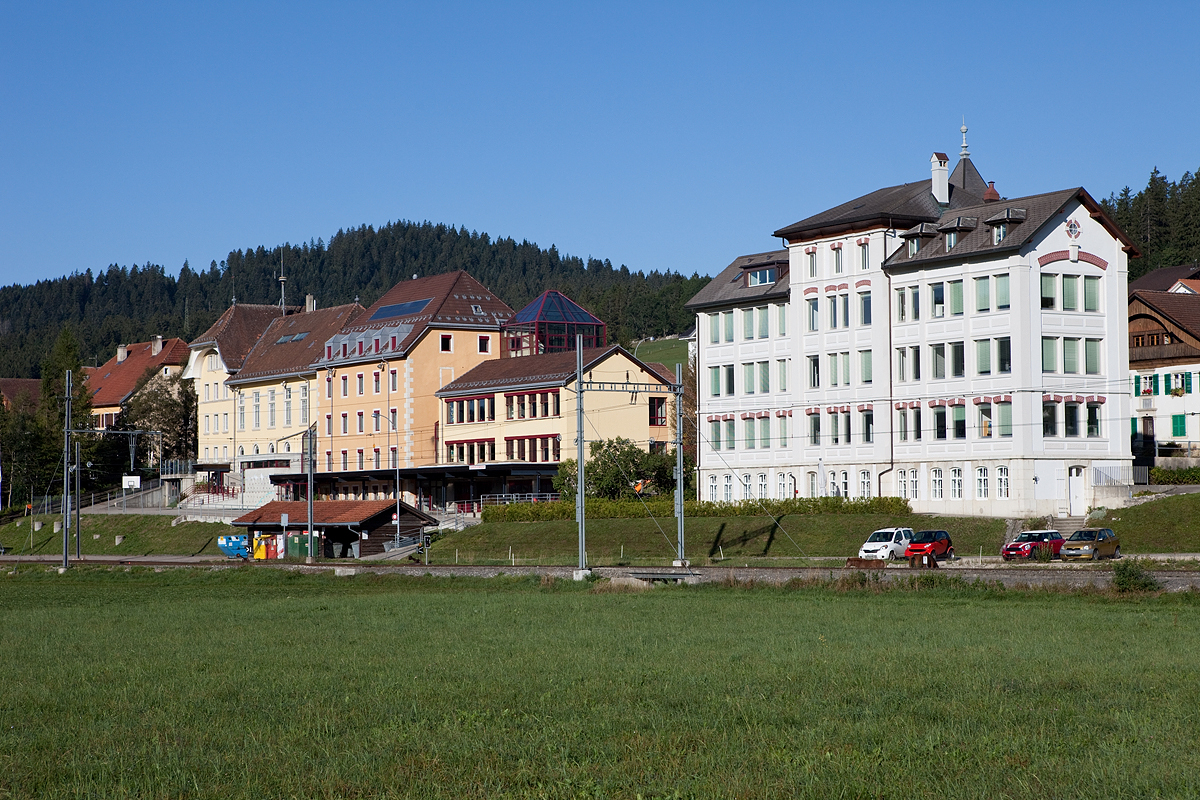
Schulhaus La Sagne-Miéville
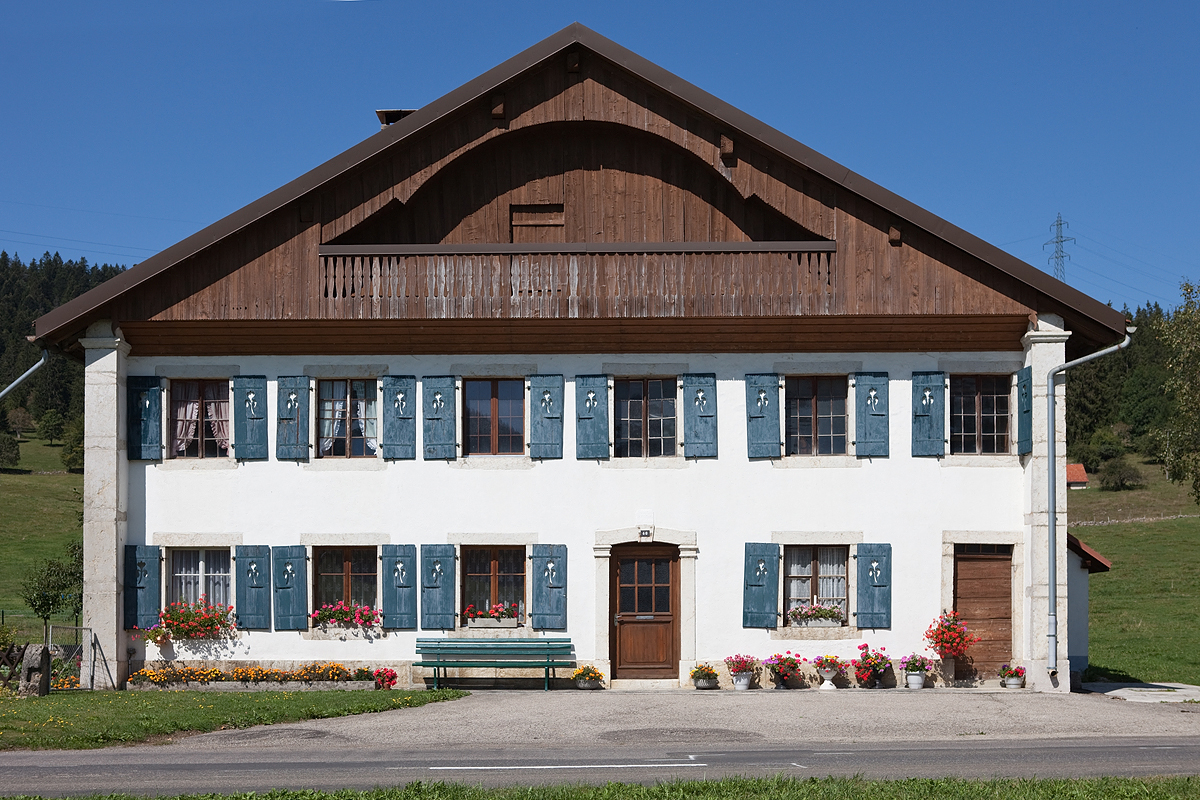
Les Coeudres

## Persönlichkeiten
- Daniel JeanRichard (1664–1741), Uhrmacher und Wegbereiter der Uhrenindustrie im Jura
- Charles-Daniel Prince (1689–1762), evangelischer Geistlicher, war von 1739 bis 1762 Pfarrer in La Sagne und löste in dieser Zeit einen Streit wegen der Dauer der Höllenstrafen aus
- Oscar Huguenin (1842–1903), Schriftsteller und Maler
- Rémy Schläppy (1917–2003), Lehrer und Politiker